# Stele von Bohça

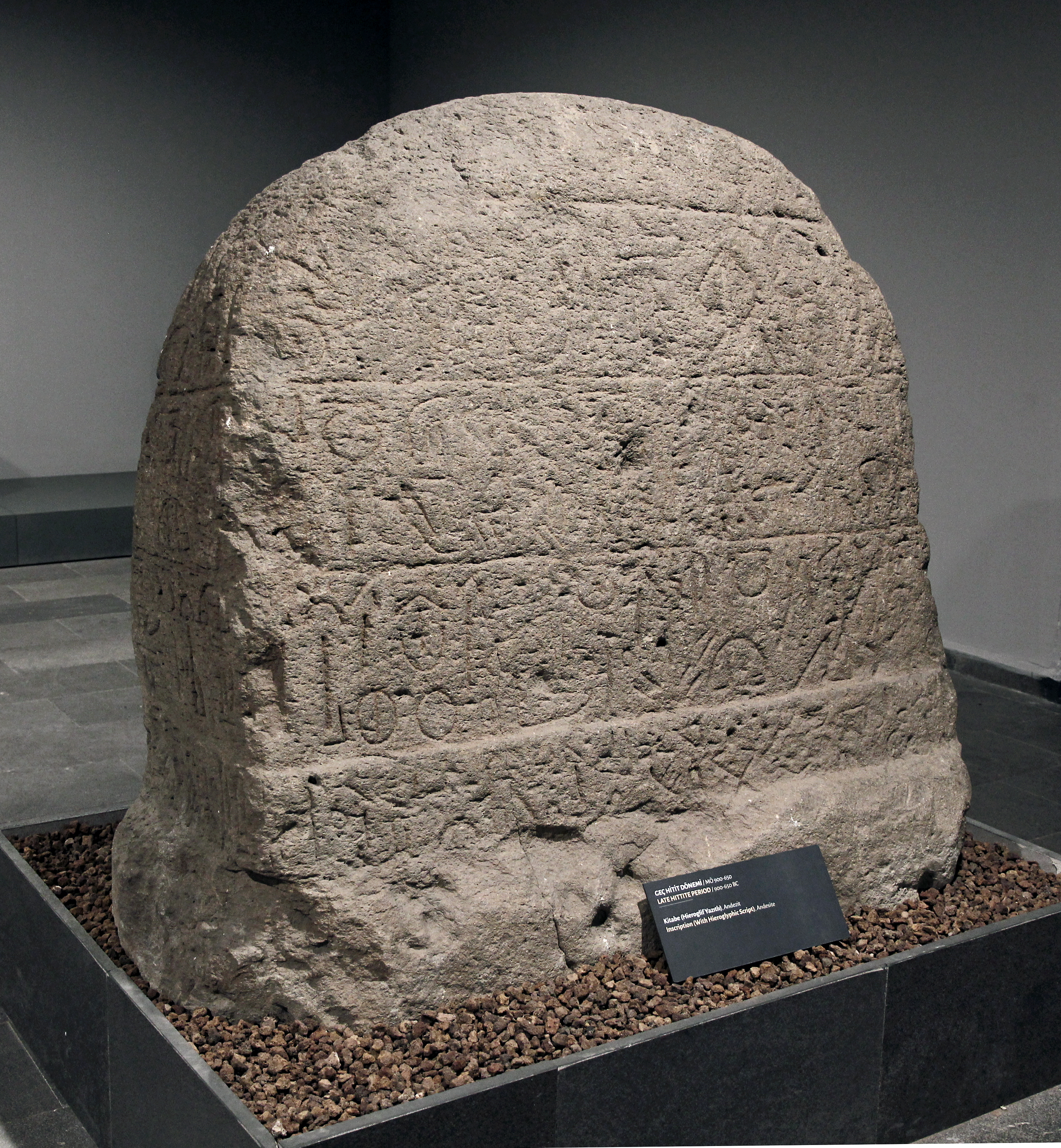
Stele von Bohça, Seite A

Die Stele von Bohça, auch bekannt als Stele von Bahçeköy, ist ein späthethitisches Relief aus der Zentraltürkei. Sie ist wahrscheinlich im späten 8. Jahrhundert v. Chr. entstanden und wird dem Königreich Tabal zugerechnet. Sie ist heute im Archäologischen Museum Kayseri ausgestellt und hat die Inventarnummer 6.

## Forschungsgeschichte
Fundort der Stele ist der Ort Bohça, heute Bahçeköy oder Bozca am Kızılırmak im Bezirk Avanos der Provinz Nevşehir. Den ersten Bericht über die Stele lieferte 1901 der deutsche Amateurarchäologe Waldemar Belck. Der deutsche Altorientalist Leopold Messerschmidt beschreibt den Standort 1906 als beim Dorf Bohça „fast auf der Höhe eines Berges“. Benson Brush Charles schreibt in dem Bericht der Cornell-Expedition von 1907, der Fundort habe „isolated on a hillside above the Halys [Kızılırmak]“ gelegen, „19 minutes south of the river and 35 minutes east of the village of Boghcha“. Der britische Archäologe John Garstang nennt 1910 den Fundort dagegen westlich von Bohça, was der britische Hethitologe John David Hawkins in seinem Corpus of hieroglyphic Luwian inscriptions für wahrscheinlicher hält. Editionen des Textes erfolgten unter anderem 1934 durch Piero Meriggi und 1934 durch Bedřich Hrozný. John David Hawkins nahm die Inschrift 2000 in seinen Corpus auf.

## Beschreibung
Die im Querschnitt rechteckige Stele verjüngt sich von unten nach oben, hat einen breiteren Sockel und ist oben abgerundet. Sie ist recht gut erhalten. Ohne den Sockel hat sie eine Höhe von 1,00 Meter. Die größte Breite beträgt 1,26 Meter, die größte Tiefe 0,63 Meter. Die Breitseiten sind mit A und C bezeichnet, die Schmalseiten mit B und D. Sie ist auf allen vier Seiten mit einer ringsum laufenden Inschrift in luwischen Hieroglyphen beschrieben. Der Text beginnt in der rechten oberen Ecke von Seite A, läuft boustrophedon um die Stele und endet auf Seite A rechts unten. Die eingemeißelte Schrift besteht aus vier Zeilen, die mit Linien getrennt sind.
Autor des Textes ist ein Herrscher namens Kurtis. Der Text beginnt wie die meisten Herrscherinschriften mit dem EGO-Zeichen  für „Ich [bin]“. Kurtis stellt sich vor als Sohn des Helden Ashwi(si)s. Er widmet die Stele dem Wettergott und dem Hirschgott (Gott der Wildnis). Es wird vermutet, dass er damit sein Jagdrecht in diesem Land dokumentiert. Am Ende der Inschrift schreibt er in this place, I took 100 gazelles... Ob damit des Ende des Textes erreicht ist, ist nicht zu klären. Kurtis ist möglicherweise identisch mit Kurti von (A)tun(n)a, den der neuassyrische König Sargon II. in seinen Berichten für die Jahre 718 und 713 v. Chr. erwähnt: Wenn diese Identifizierung stimmt, wäre damit eine Datierung der Stele ins späte 8. Jahrhundert v. Chr. gegeben, was nach Hawkins auch Aussehen und Stil entsprechen würde. Ein Kurtis wird ebenfalls auf der Stele von Hisarcık sowie in der Felsinschrift von Hisarcık erwähnt.

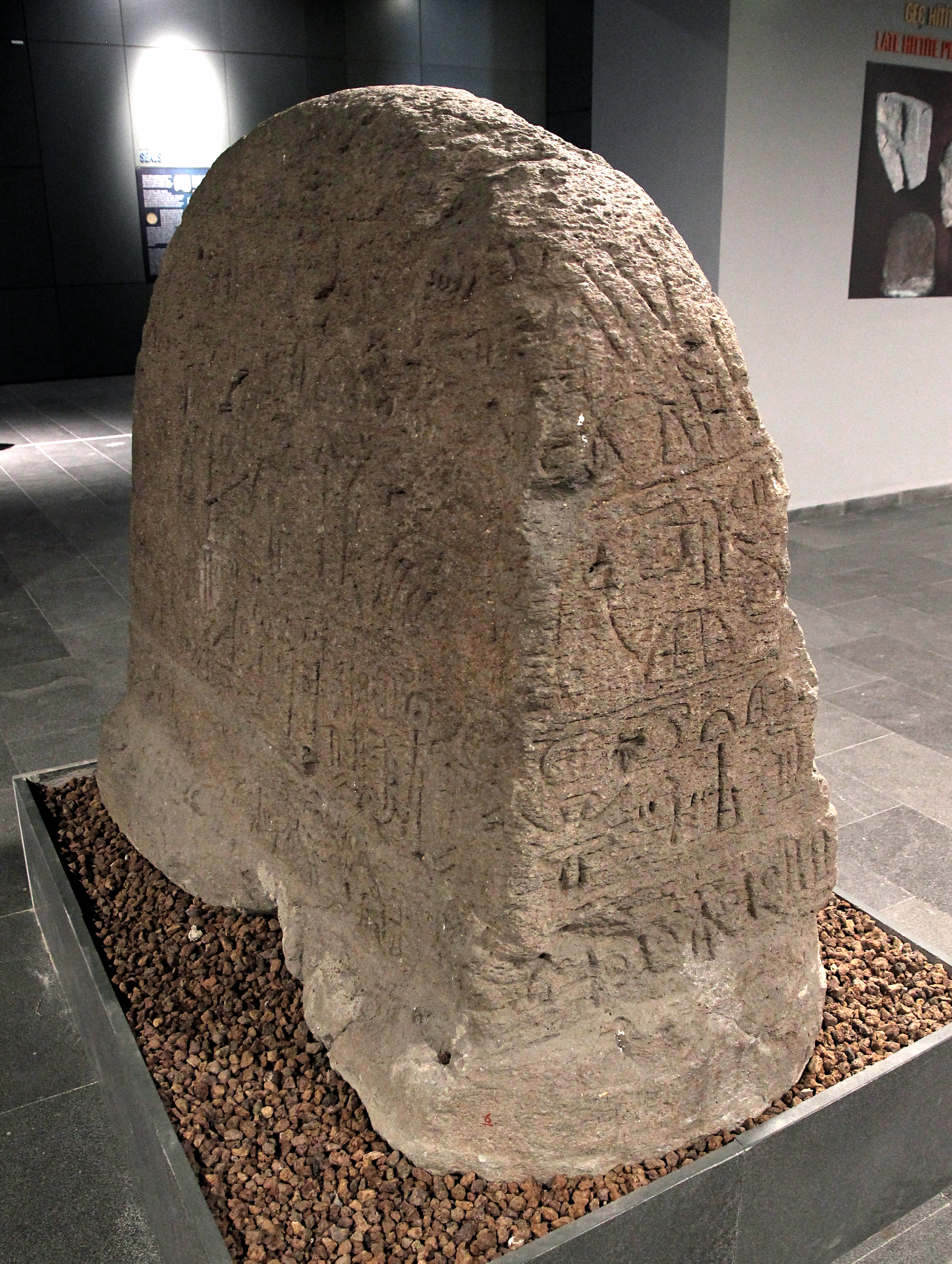
Seite B
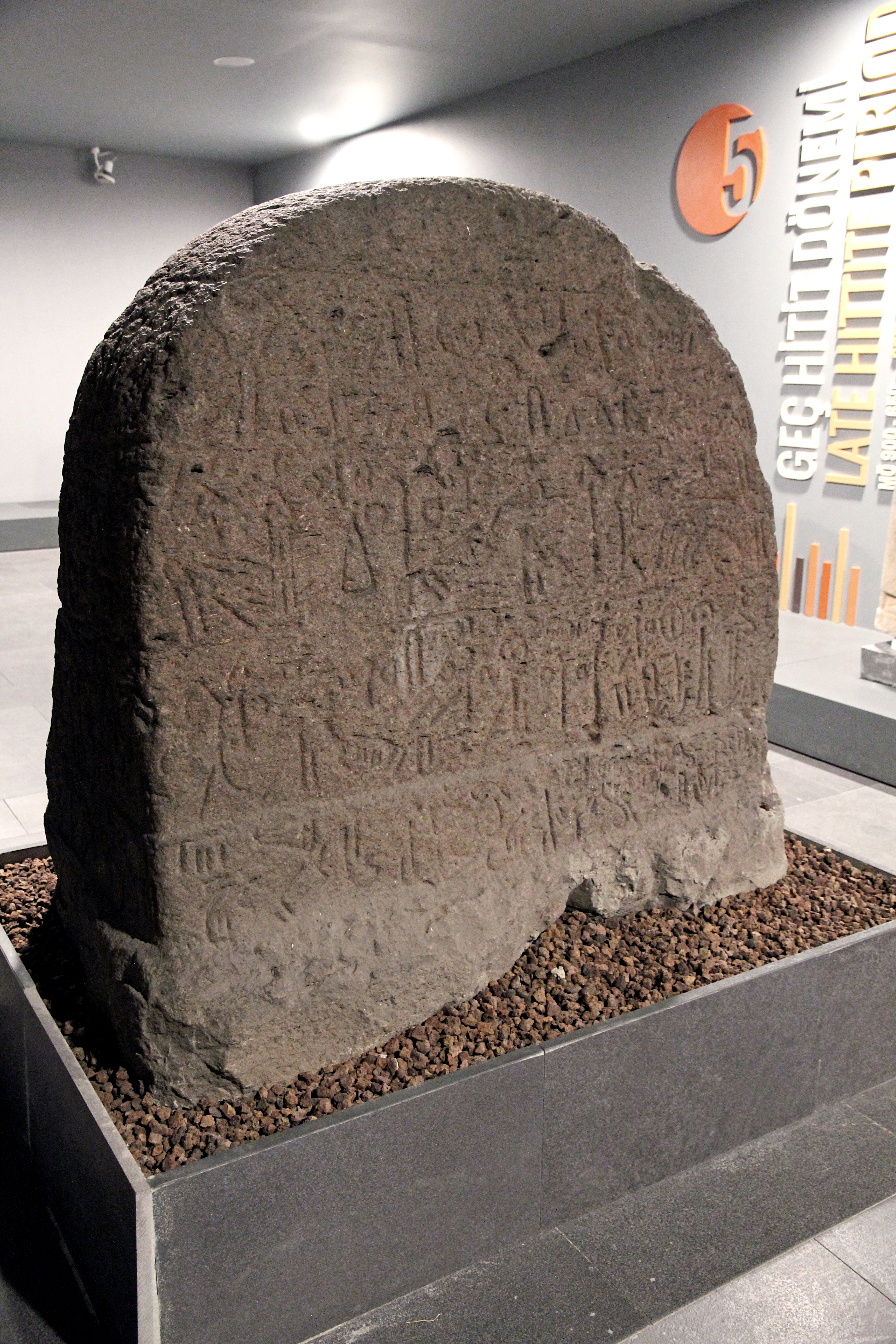
Seite C
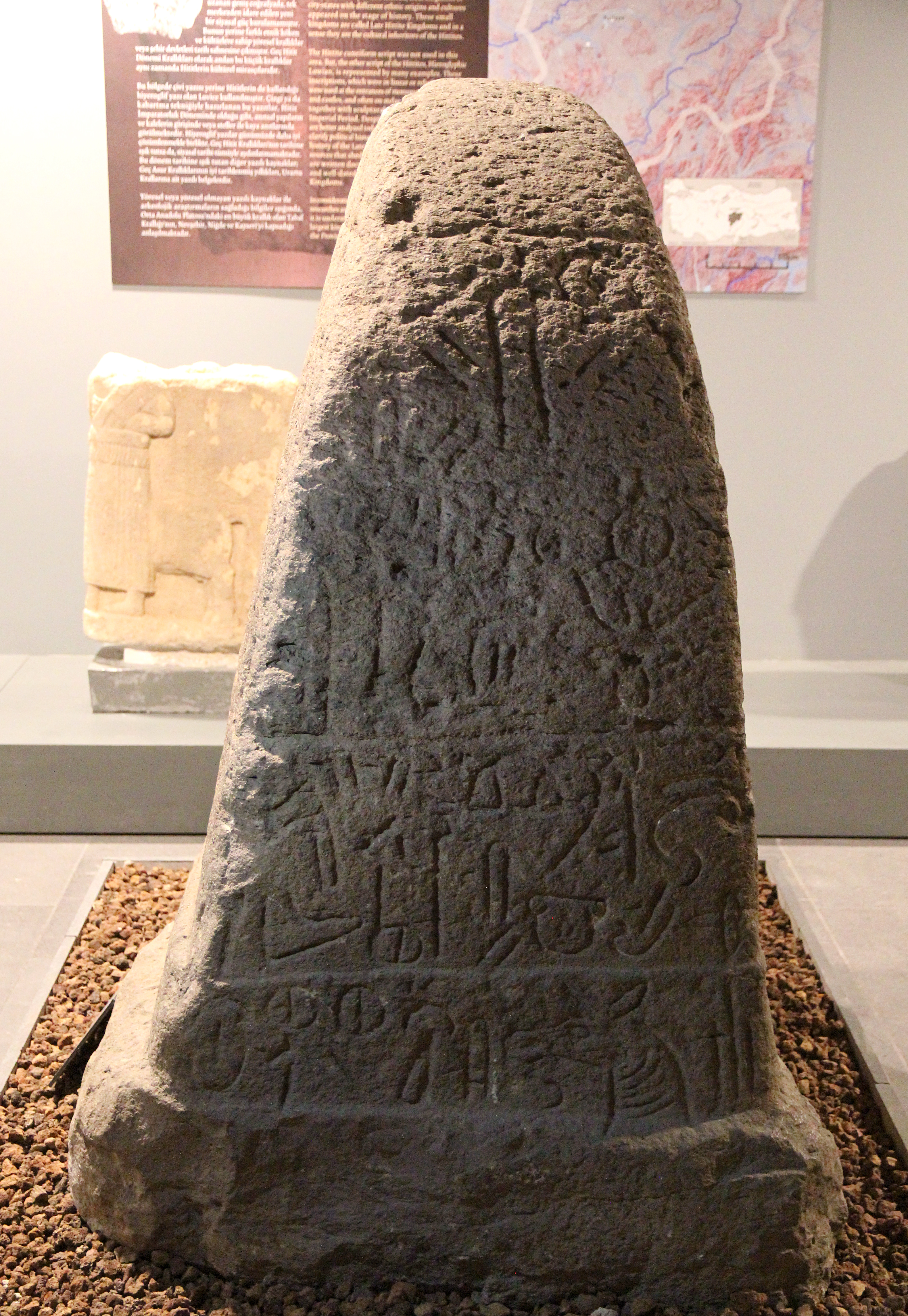
Seite D